# Le Coup du parapluie
Pour les articles homonymes, voir Parapluie (homonymie).
Cet article concerne un film de 1980. Pour le film de 1934, voir Le Coup de parapluie.
Pour plus de détails, voir Fiche technique et Distribution.
Le Coup du parapluie est un film comique français réalisé par Gérard Oury en 1980.
Le film met en scène Grégoire Lecomte, comédien sans envergure - ses contrats étant le plus souvent des spots publicitaires tel « Ragoutoutou » - et coureur de jupons, qui se rend à un rendez-vous pour obtenir un rôle de tueur dans un film comique. À la suite d'un quiproquo, il se retrouve engagé par de véritables mafiosi comme tueur à gages, tout en croyant que le « contrat » en question est celui de son rôle dans le film. Il part ainsi pour Saint-Tropez où il doit éliminer lors d'une soirée un trafiquant d'armes en usant d'un parapluie dont la pointe contient du cyanure. Mais Grégoire ignore que Moskovitz, le vrai tueur, est à ses trousses.

## Synopsis
Dans un grand magasin du Boulevard Haussmann le tueur à gages Moskovitz abat un homme dans un photomaton. Éternel maladroit et coureur de jupons, Grégoire Lecomte n'a que quelques figurations et publicités à son actif. Il se rend à une audition, accompagné par son ami Frédo, dans l'espoir de décrocher le rôle d'un tueur. Le hasard veut que Moskovitz se rend dans le même immeuble pour rencontrer Don Barberini et son « filleul » Lorenzo, des mafiosi. Le prenant pour un acteur concurrent, Frédo s’arrange pour le souiller de peinture afin de se débarrasser de lui. Se trompant de porte, Grégoire se rend chez Don Barberini, qui lui expose les termes d’un « contrat » pour le compte de politiciens africains, à savoir d’éliminer Otto Krampe, un trafiquant d'armes surnommé « La Baleine », qui fête son anniversaire à Saint-Tropez.
Déjà pisté en permanence par les contractuelles – collègues de sa jalouse compagne Josyane – Grégoire est désormais suivi par la DST. En mission pour ce service secret, Sylvette, dite « Bunny », tombe délibérément dans les bras de Grégoire au café-théâtre où il joue un petit rôle. Elle s’arrange pour le séduire et l’accompagner à Saint-Tropez. Croyant toujours partir pour un film, l'acteur passe chez le tailleur Salvatore Bozzoni afin de récupérer l’accessoire demandé par Don Barberini, un parapluie, qui est en réalité équipé d'une aiguille empoisonnée. Pratiquant un double-jeu, Bozzoni prévient Krampe de l’arrivée d’un tueur. Quant au véritable tueur, Moskovitz, il se met également sur la piste de Grégoire.
Après avoir salué son épouse Juliette, fleuriste, Grégoire prend l'avion avec Bunny. Sans s'en rendre compte, à bord de l’avion il élimine d'un coup de son parapluie Stanislas, dit « la folle », envoyé par Krampe pour l'éliminer. Accueillis à l’aéroport de Nice par Frédo, son épouse Mireille et leurs cinq enfants, ils provoquent sans le savoir l'accident fatal de l'homme de main, « le docteur », envoyé par Krampe pour les tuer. Devenue incontrôlable la voiture finit ses cascades sur la plage. 
Grégoire et Bunny arrivent sains et saufs au Byblos, un hôtel où Krampe donne une réception pour son anniversaire. Cette fête somptueuse sur le thème de Gatsby le Magnifique a attiré les caméras, renforçant la conviction de l'acteur de se trouver sur les lieux d'un tournage. Croyant avoir affaire à un partenaire, Grégoire joue à Guillaume Tell avec Radj Kahn, le garde du corps hindou de Krampe. Découvrant la présence de Josyane dans sa chambre d'hôtel, il devra user de multiples stratagèmes pour empêcher qu’elle et Bunny ne se rencontrent.
Krampe cherche à proposer un marché à Grégoire, et envoie pendant ce temps Radj Kahn récupérer le parapluie dans sa chambre. Mais Moskovitz l’a devancé et tue Radj Kahn. Cherchant à échapper à ses deux maîtresses, Grégoire remonte vers sa chambre et tombe sur Moskovitz, qu’il affronte pour récupérer son précieux accessoire. Projeté dans la piscine, il amuse de nouveau la galerie et est rejoint par Krampe dans l'eau. Moskovitz lance ensuite le parapluie et réussit à tuer Krampe. Bunny abat ensuite Moskovitz, puis avoue tout à son bien-aimé Grégoire.
Un an plus tard, le festival de Cannes célèbre le succès de l'acteur (désormais marié à Sylvette), qui a écrit, réalisé et interprété cette histoire vécue, grâce au soutien financier de Don Barberini.

## Fiche technique
- Titre : Le Coup du parapluie
- Réalisation : Gérard Oury, assisté de Bernard Stora, Louis Becker, Marc Rivière et Stéphane Clavier
- Scénario, adaptation et dialogues : Gérard Oury et Danièle Thompson
- Décors : Jean André
- Costumes : Jacques Fonteray, Tanine Autrè-Gerst
- Photographie : Henri Decaë
- Son : Alain Sempé
- Montage : Albert Jurgenson
- Musique : Vladimir Cosma
- Production : Alain Poiré
- Bagarres réglées par Claude Carliez et son équipe
- Société de distribution : Gaumont
- Langue : français
- Durée : 90 minutes
- Date de sortie : France : 8 octobre 1980

## Distribution
- Pierre Richard : Grégoire Lecomte, acteur raté
- Valérie Mairesse : Sylvette, dite « Bunny », flic opérant pour la DST
- Christine Murillo : Josyane Leblanc, compagne de Grégoire, pervenche
- Gert Fröbe : Otto Krampe, dit « la Baleine », marchand d'armes
- Gordon Mitchell : Moskovitz, tueur à gages
- Gérard Jugnot : Frédo, l'impresario de Grégoire
- Dominique Lavanant : Mireille, femme de Frédo
- Axelle Abbadie : Juliette, femme de Grégoire, fleuriste
- Yaseen Khan : Radj Kahn, garde du corps hindou de Krampe
- Mike Marshall : le docteur, homme de main de Krampe
- Didier Sauvegrain : Stanislas Lefort, dit « la Folle », connu aussi sous les noms de Constantin Patakis et Pierre Juvet, homme de main de Krampe
- Vittorio Caprioli : Don Barberini, parrain de la Mafia
- Roger Carel : Salvatore Bozzoni, marchand de parapluies
- Maurice Risch : le producteur de Paris Roger Mirmon
- Jacques Maury : le concierge du Byblos
- Umbañ U Kset: La victime d'Otto Krampe
- Patrick Lecocq : le journaliste télé
- Robert Dalban : le régisseur du café-théâtre
- Béatrice Avoine : la comédienne du café-théâtre
- Jean-Jacques Moreau : le comédien du café-théâtre
- Léon Zitrone : le commentateur de la soirée (voix)
- Philippe Bruneau : Didier, compagnon de Juliette, dépanneur
- Marie-Pierre Casey : une pervenche
- Didier Cherbuy : le serveur du restaurant
- Georges Anderson : un diplomate africain
- Raymond Gérôme : le chef des RG (non crédité)
- Erick Desmarestz : un agent des RG
- Tiberio Murgia : le chauffeur de Don Barberini
- André Chazel : le docteur dans la piscine

## Autour du film
- L'histoire est inspirée d'un fait réel : en 1978 eurent lieu deux tentatives d'assassinat sur les dissidents bulgares Vladimir Kostov et Guéorgui Markov, respectivement à Paris et à Londres à l'aide d'un parapluie empoisonné. Des deux, seul Vladimir Kostov survécut. Cet événement est rappelé par Don Barberini qui parle du parapluie comme étant « bulgare ».

- Ayant su que Pierre Richard et Valérie Mairesse avaient déjà joué ensemble dans C'est pas moi, c'est lui, Gérard Oury a exigé que l'actrice se teigne les cheveux en blond afin d'éviter la confusion entre les rôles.

- Lors de la scène au théâtre, après la chute de Pierre Richard au pied de l'échelle, on peut voir au mur une affiche de la pièce Amour, Coquillages et Crustacés écrite par la troupe du Splendid et dans laquelle joue Gérard Jugnot.

- Le film est truffé de clins d'œil :
  - la musique du film Le Retour du grand blond, composée par Vladimir Cosma, où François Perrin (Pierre Richard) joue le rôle d'un pseudo espion, est reprise sur la musique du répondeur de Grégoire Lecomte (Pierre Richard) (air de James Bond) mais également la musique samba quand Josiane prépare un dîner à Grégoire.
  - « La Folle », homme de main de « La Baleine », a pour nom réel Stanislas Lefort, le même que Louis de Funès dans La Grande Vadrouille, autre film de Gérard Oury.
  - lors de la scène sur le parking de l'aéroport, quand le docteur monte en voiture, on aperçoit derrière lui un panneau blanc publicitaire sur une camionnette grise, avec écrit en grand, le nom du réalisateur, le nom du film  et le nom de l'acteur principal.
  - on voit des extraits du film Le Capitan d'André Hunebelle avec Jean Marais

- La musique du film a été reprise en 1987 dans le film Le Moustachu avec Jean Rochefort.

- Gert Fröbe, parlant couramment allemand, anglais et français, n'est pas doublé ; c'est sa véritable voix que l'on entend. À l'inverse, Gordon Mitchell s'est fait doubler lors de son unique réplique à l'aéroport (« À quelle heure le prochain vol ? »). En revanche, il prononce lui-même le chiffre 10 lorsque Pierre Richard lui demande son étage dans l'ascenseur.

- Au début du film, sur une bande enregistrée, on entend Grégoire Leconte (Pierre Richard) parler du Théâtre Expérimental de Maubeuge, en référence à la ville du même nom.

- Le film est dédié à la mère du réalisateur, Marcelle Oury, décédée le 30 mars 1980.

- Dans le film La Boum de Claude Pinoteau, co-écrit par Danièle Thompson, on peut apercevoir sur un bus l'affiche du film.

- Le titre initial était « Le coup du parapluie bulgare », mais sous la pression d'Alain Poiré, Gérard Oury le rebaptisa à contrecœur.